# Цейтлін Юрій Ізевич
Юрій Ізевич Цейтлін (рос. Юрий Изевич Цейтлин) – російський естрадний співак, музичний продюсер, президент групи компаній CDLand Group та академік премії «Вікторія».

## Біографія
Юрій Цейтлін народився 10 липня 1973 року у Москві. 1994 року закінчив Московський автомобільно-дорожній державний технічний університет (МАДІ).
CDLand Group[ред. редагувати код]
У 1997 році спільно з партнерами заснував російську групу компаній під назвою CDLand Group, що спеціалізується на дистрибуції аудіо- та відеопродукції, управлінні авторськими та суміжними правами на території Росії та країн СНД.
У 2021 році CDLand Group включає декілька підрозділів: CDLand music, CDLand Video, CDLand Contact і Торговий дім CDLand. Центральний офіс розташований у Москві.
- CDLand music — музичне видавництво, що має можливості дистрибуції, монетизування та продюсування повного циклу.
- CDLand Video — компанія, що займається покупкою фільмів, мультфільмів, серіалів і аніме і подальшою кінотеатральною дистрибуцією, що включає офлайн-і онлайн-кінотеатри.
- CDLand Contact — компанія, що спеціалізується на захисті інтелектуальної власності, відстеженні порушень та представленні інтересів власників брендів та товарних знаків у судах.
- Торговий дім CDLand — компанія, що спеціалізується на дистрибуції товарів народного вжитку.

У 2007 році дав інтерв'ю Sostav.ru, де розповів про роботу рекорд-лейбла CD Land Records (попередника нинішнього музичного видавництва CDLand music) та прокоментував тенденції музичної індустрії тих років.
28 червня 2022 року дав інтерв'ю журналу «КіноРепортер», в якому розповів про краудлендинг та фільм «Одна».